# Brenton Rickard
Brenton Rickard (Brisbane, 19 de outubro de 1983) é um nadador australiano.
Participou dos Jogos Olímpicos de Pequim em 2008 nas provas de 100 metros peito, onde obteve o quinto lugar com o tempo de 59s74, e dos 200 metros peito, onde obteve a prata olímpica com o tempo de 2m08s88. Além disso, fez parte do revezamento 4x100 metros medley australiano, obtendo outra medalha de prata.
No Mundial de Roma em 2009, Rickard bateu o recorde mundial dos 100m peito que era do japonês Kosuke Kitajima com o tempo de 58s58, obtendo a medalha de ouro.